# 진위초등학교 산대분교
진위초등학교 산대분교는 대한민국 경기도 평택시에 있는 공립 초등학교이다.

## 학교 연혁
- 1954년 4월 1일 진위국민학교 산대분교장 설립
- 1957년 4월 1일 산대국민학교로 승격
- 1994년 3월 1일 진위국민학교 산대분교로 격하
- 1996년 3월 1일 진위초등학교 산대분교 개칭

## 참고 자료
- 진위초등학교산대분교장 - 한국교육학술정보원 학교알리미